# Ben Barnicoat
Ben Barnicoat (Chesterfield, 20 de dezembro de 1996) é um automobilista britânico. Ele fez parte do programa de jovens pilotos da McLaren de 2010 a 2015.

## Carreira

### Campeonato de Fórmula 3 da FIA
Em 30 de julho de 2020, a equipe Carlin Buzz Racing anunciou que Enaam Ahmed e seus patrocinadores haviam se retirado da equipe e que Barnicoat o substituiria a partir da quarta rodada do Campeonato de Fórmula 3 da FIA de 2020. Porém, após disputar as duas rodadas realizadas em Silverstone, Barnicoat foi substituído por Leonardo Pulcini na sexta rodada.